# داوید آلبالا
داوید آلبالا کاردمیل (زاده سانتیاگو، ۱۱ نوامبر ۱۹۷۱)، روزنامه‌نگار، کارگردان فیلم، فیلمنامه‌نویس و تهیه‌کننده اهل شیلی است.

## آثار
- پیمان فرار